# واکیشا (ویسکانسین)
واکیشا، ویسکانسین  (به انگلیسی: Waukesha) شهری در شهرستان واکیشا ایالت ویسکانسین است که در سال ۱۸۹۵ بنیان‌گذاری شده‌است. این شهر طبق سرشماری سال ۲۰۱۰ میلادی ۷۰٬۷۱۸ نفر جمعیت داشته‌است.